# Homaemota
Homaemota is een kevergeslacht uit de familie van de boktorren (Cerambycidae). De wetenschappelijke naam van het geslacht werd voor het eerst geldig gepubliceerd in 1865 door Pascoe.

## Soorten
Homaemota omvat de volgende soorten:
- Homaemota basalis Pascoe, 1865
- Homaemota duboulayi Pascoe, 1866
- Homaemota laetabilis Blackburn, 1900
- Homaemota tricolor Lea, 1918
- Homaemota walkeri Gahan, 1893